# Гексахлордигерман
Гексахлордигерман — неорганическое соединение, 
хлорпроизводное дигермана с формулой Ge2Cl6,
бесцветное твёрдое вещество,
на воздухе разлагается.

## Получение
- Нагревание свежеприготовленных хлоридов германия(II) и германия(II) в токе хлорида германия(IV) при 210-430°С и 10 Па.

- Облучение хлорида германия(IV) излучением с λ = 12,2 см.

## Физические свойства
Гексахлордигерман образует бесцветное твёрдое вещество,
легко сублимирует уже при комнатной температуре.
Хорошо растворяется в бензоле и тетрахлорметане.
На воздухе разлагается.

## Химические свойства
- Реагирует с растворами щелочей с образованием GeO и выделением водорода.